# Академічна культура

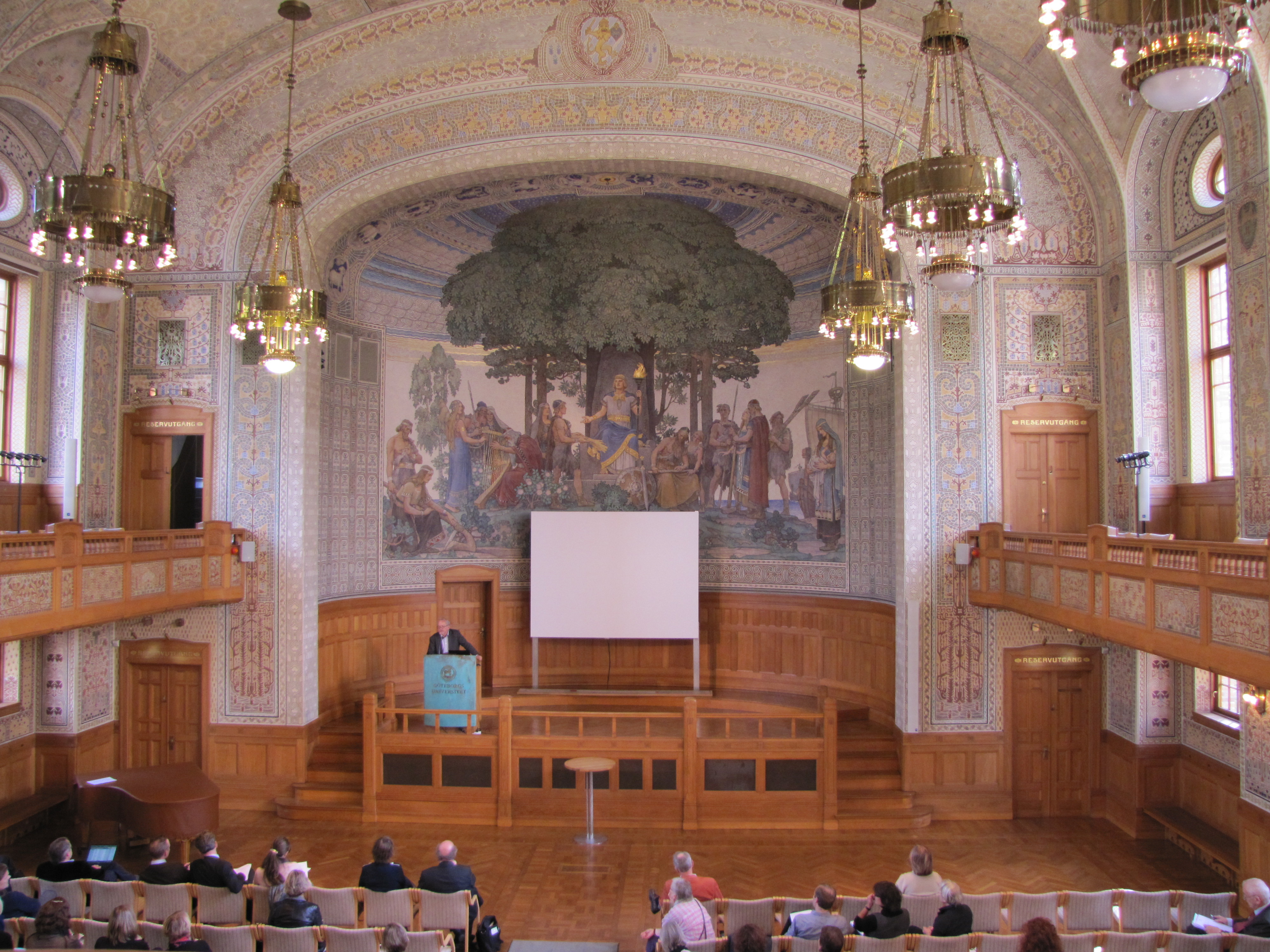
Лекція в університеті Готенбурга (Швеція)

Академічна культура (англ. academic culture) – культура накопичення знань, їхнього розвитку, впорядкування та передачі від покоління до покоління через практиків та передавачів, тобто дослідників і викладачів дослідницьких інституцій та вищих навчальних закладів. У західних мовах це є частина значення терміна латинського походження academia, який, окрім вказаного вище, також позначає історичну і сучасну спільноту дослідників, викладачів та мережу відповідних інституцій і публікацій, що українською мовою передається іншим терміном — «академічна спільнота», а для підкреслення тяглості історичної традиції використовується українське поняття «академічна традиція». Академічна культура є ширшим поняттям за «наукова культура» (як і академічна спільнота є ширшим поняттям за «наукова спільнота»), оскільки вищі навчальні заклади та дослідницькі інституції можуть займатися знаннями, які не є строго науковими (наприклад, філософією, мистецтвом, теологією тощо). Відомими теоретиками академічної та університетської культури були Вільгельм фон Гумбольдт, кардинал Джон Генрі Ньюмен, Хосе Ортега-і-Гассет («Місія університету»), Ярослав Пелікан («Ідея Університету»), Карл Ясперс («Ідея університету»).
У вузькому значенні академічна культура позначає лише «відносини, цінності та поведінку людей, котрі працюють або навчаються в університетах, наприклад, викладачів, дослідників та студентів».

## Історичний розвиток
Історично академічна культура розвивалася і змінювалася у процесі розвитку академічних спільнот. Вона виникла в античності в Академії Платона й дооформилася в неоплатонічній академії пізньої античності. У ранньому середньовіччі ці традиції зберігалися й розвивалися в Александрійській бібліотеці та грецьких гімнасіях.
В інших регіонах академічна культура теж була представлена, але з власною специфікою. У Китаї перша академія виникла у 258 році в Нанкіні. В Індії навчально-дослідницький центр існував у місті Таксіла (нині Пакистан) з 5 століття до Р.Х. і до 5 століття після Р.Х., а згодом подібний центр постав у місті Наланда. У Персії академічна спільнота розвивалася у Харані, відомим своєю сабейською піфагорейською школою. В ісламському світі вчені спільноти виникли в університетах Аль-Карауїн (Марокко, 9 століття), Аль-Азгар (Єгипет, 10 століття) та в Тімбукту (нині Малі, 12 століття).

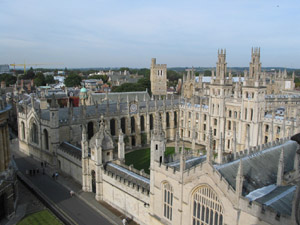
Один із коледжів Оксфордського університету.

У пізньому середньовіччі у Європі остаточно сформувалися регіональні академічні традиції та культура, що мали античні та християнські витоки, власне те, що нині у західному світі називається academia. У цей час постали класичні європейські університети, коли ченці та священики почали переїжджати із монастирів у кафедральні міста, де вони відкрили перші школи для поглибленого навчання і досліджень: Болонський університет, Університет Саламанки, Паризький університет, Оксфордський університет, Кембриджський університет. За виключенням Паризького університету, що після реформ французької освіти у 20 столітті вже не існує як єдиний навчальний заклад, всі ці університети і донині зберігають зв’язок із християнською культурою, в Оксфорді та Кембриджі досі викладається теологія і проводяться відповідні дослідження.
У добу Відродження в Європі Козімо Медічі спробував відродити Академію Платона. Цей гурток був неформальним, але справив значний вплив на розвиток ренесансного неоплатонізму. В Італії постали й інші подібні «академії».
У 16 столітті в Європі академічна культура змістилася в сторону літератури та естетики, що визначалося впливом Відродження. В Італії виникла велика кількість таких академій, найвідомішої із яких стала Флорентійська академія мистецтв.
У 17-18 столітті академії поширилися всією Європою, і їхня тематика розширилася на всі сфери знання і наук (академії мистецтв, академії наук, мовознавчі інституції, наукові товариства, військові академії), що, відповідно, призвело до розширення академічної культури. В Україні у 1632 році виникла православна Києво-Могилянська академія, заснована митрополитом Київським Петром (Могилою) з метою протистояти католицизму та уніатству (зокрема, Ягеллонському університету) і зберегти релігійну й національну ідентичність українців.

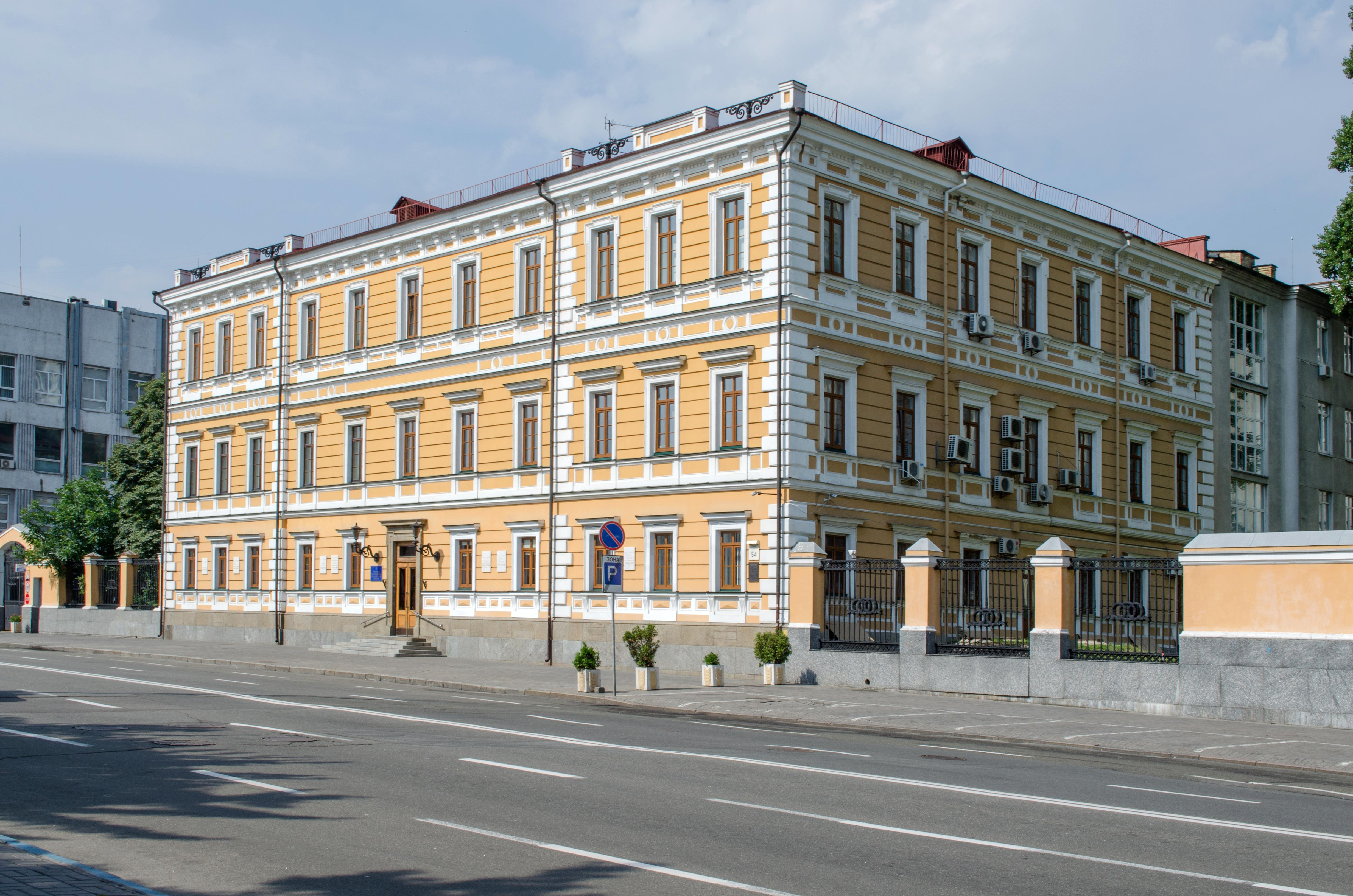
Президія Академії наук України.

У 19-20 століттях академічні спільноти розділилися на два основні типи: вищі навчальні заклади і приватні чи державні дослідницькі інституції. Останні можуть не ставити перед собою освітніх задач. На заході академічна культура загалом передбачає цілісність цих двох типів, тож вищі навчальні заклади включають у себе дослідницькі підрозділи, а дослідницькі інституції тісно пов'язані з освітніми установами. На пострадянському просторі, зокрема в Україні, ці два типи лишаються розділеними і спроби їх поєднати, зокрема через створення українських дослідницьких університетів, досі завершувалися невдало. Єдиний зв'язок полягає в тому, що співробітники дослідницьких інституцій (академії наук та науково-дослідних інститутів) зазвичай також викладають у вищих навчальних закладах, а викладачі університетів формально зобов'язані проводити власні наукові дослідження.

## Особливості
Одним із визначень академічної культури є «сукупність способів і методів діяльності сучасної академічної спільноти (в українському контексті передовсім університетської), її системно інтегрована якість, що відбиває досягнутий рівень розвитку». Тобто академічна культура розглядається як сукупність певних соціальних норм і цінностей, які формувалися окремо в кожній країні і притаманні конкретній соціальній системі. Сюди також включаються цінності, явища, процеси та відносини, що помітно відрізняють науково-педагогічних працівників, студентів та адміністративний персонал вищих навчальних закладів, а також вчених і дослідників, які працюють у наукових та дослідних інституціях, від інших спільнот та соціальних груп суспільства. Академічна культура є результатом соціальної взаємодії та історичного розвитку суспільства.

### Місце в культурі
У людській культурі в цілому, академічна культура виступає як тип духовної культури, яка, у свою чергу, включає всі види, форми і рівні суспільної свідомості, освіту і виховання, установи культури. На відміну від інших соціальних чи професійних груп, учасники академічної спільноти не лише задовольняють свої потреби завдяки духовній культурі, а й власною діяльністю збагачують її. Академічна культура характеризується певною самостійністю, однак її не можна розглядати у повному відриві від соціального життя сфери вищої освіти та дослідницьких інституцій. У сучасному світі навіть незалежні дослідники, науковці та викладачі на певному етапі були тісно пов'язані з тією чи іншою навчальною або дослідницькою установою, і не поривають цих зв'язків повністю.
В академічній культурі нерідко трапляються невідповідності та викривлення, обумовлені наявністю ідеології, що вибірково оцінює актуальні економічні, соціальні і політичні проблеми.

### Складові
Основними елементами академічної культури виступають знання і переконання, якими керуються члени академічної спільноти у своїй повсякденній діяльності і які визначають їхнє духовне становище. Це передбачає нероздільність інтелектуально-раціонального, чуттєво-емоційного і вольового компонентів. Переконання охоплюють всю структуру певних відомостей про явища суспільного життя, зміст і значення норм, принципів поведінки, що випливають зі знань.
Академічна культура включає в себе три види елементів:
- Поняття (концепти), які містяться головним чином в мові і допомагають членам академічної спільноти організовувати та впорядковувати свій досвід;
- Відносини, тобто уявлення про взаємозв’язок певних явищ, предметів та процесів, що характеризується своїми поглядами на взаємини між поняттями як реального світу, так і світу трансцендентного, тобто недоступного безпосередньому людському досвіду;
- Цінності, тобто переконання, що лежать в основі моральних доктрин і поділяються всіма, щодо цілей, до яких слід прагнути членам академічної спільноти.

### Варіації
Характеристики академічної культури та академічної спільноти можуть варіююватися у різних інституціях залежно від того, яка саме школа філософії науки лежить в основі конкретної організації. Наприклад, радикальний сцієнтизм прагне вивести за межі академічної культури всі знання, які не стосуються точних і природничих наук. Натомість антисцієнтизм наполягає на обов'язковому включення до сфери науки гуманітарних наук і знань (філософія, мистецтво, теологія), які не мають такого строго наукового методу, як точні і природничі, але пояснюють сфери, які недоступні чи нецікаві останнім, і, при цьому, є добросовісними дослідженнями, а не псевдонаукою. Існує також багато проміжних підходів (наприклад, коли філософія включається, але деякі її розділи, як-от метафізика чи естетика, виключаються).

### Функції

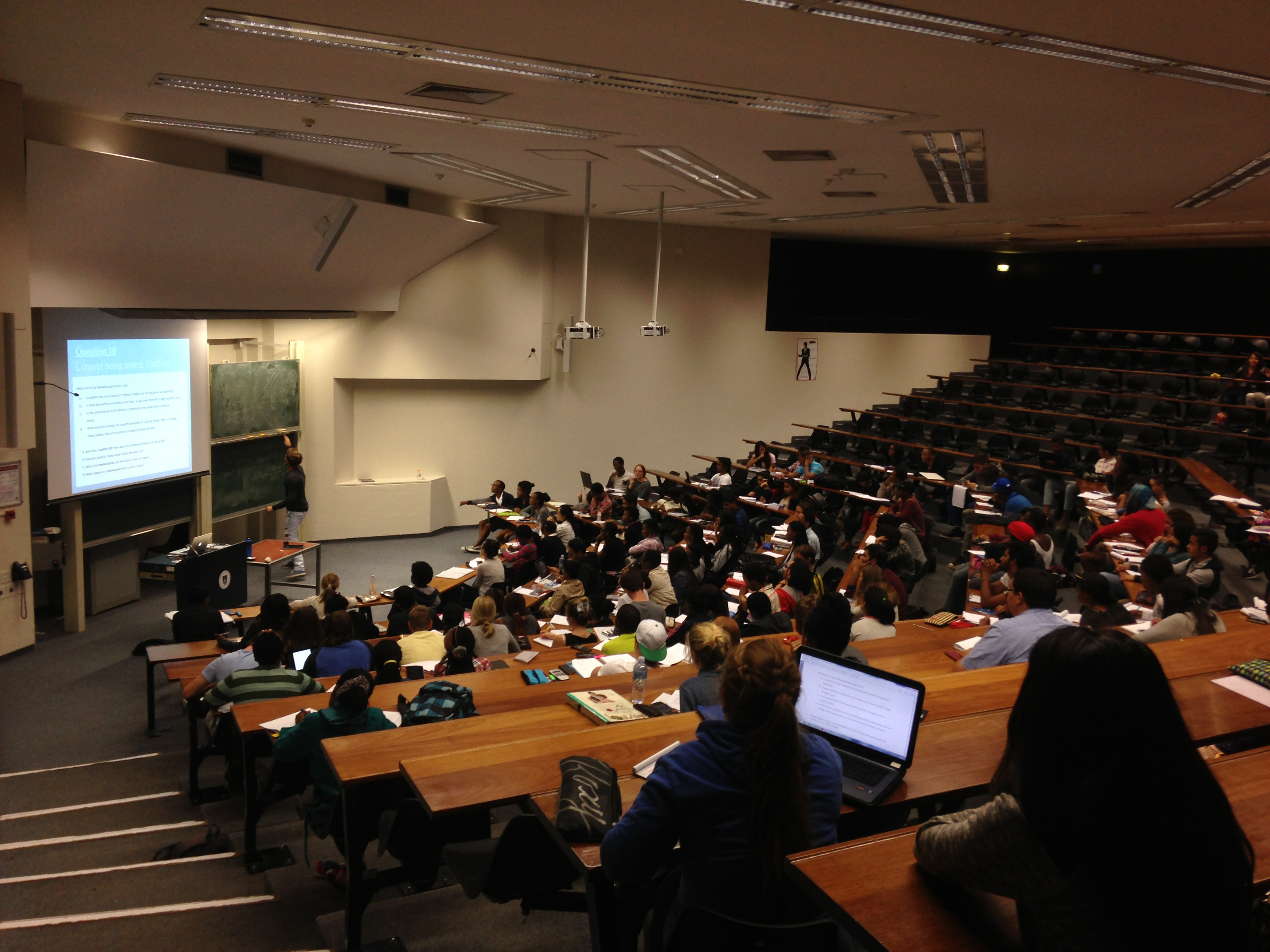
Лекція в сучасному університеті.

Академічна культура може виконувати низку функцій і мати відповідні цілі. М. М. Закович виділяє наступні функції академічної культури:
- Пізнавальну, що виражається у фіксації результатів пізнання навколишнього світу, наукового, ціннісного та художнього його відображення і передбачає різні форми пізнавальної діяльності;
- Інформативну, що уможливлює розуміння сутності академічна культури (пряме і непряме спілкування, засвоєння культурної спадщини, розвиток членів спільноти, їхнє інтелектуальне та духовне збагачення);
- Світоглядну, що забезпечує єдність пізнавальних, емоційно-чуттєвих, оцінкових, вольових елементів свідомості в соціокультурному вимірі;
- Комунікативну;
- Регулятивну, що проявляється через символіку, певну знакову систему (правила етикету, різні знаки уваги, традиції тощо);
- Аксіологічну;
- Виховну.

Таким чином академічна культура впливає на соціальне життя університетської та дослідницької спільнот, їхні ціннісні основи, стиль роботи, зразки поведінки тощо. Академічна культура включає усвідомлення кожним членом університетської та дослідницької спільноти — викладачем, студентом, дослідником, адміністративним працівником — свого місця і обов'язків у загальному функціонуванні закладу; цінності і норми поведінки; звичаї та ділову практику; правила корпоративної культури; трудову і ділову етику.

### Соціологічний аспект

Урочисте академічне вбрання.

З позицій соціології в академічній культурі можна виокремити три її основні сфери:
- ставлення індивіда до навколишнього природного і соціального середовища, гармонія взаємозв’язків з природою;
- ставлення однієї людини до іншої, ступінь усвідомлення взаємозв’язків, культурний клімат у вищому навчальному закладі чи дослідницькій інституції;
- ставлення кожного індивіда самого до себе, самопізнання, самовиховання і саморозвиток.

Рівень академічної культури члена академічної (університетської) спільноти значною мірою проявляється у компетенції та моральних принципах самої спільноти. Наприклад, наявність корупції, плагіату та недобросовісного підходу до досліджень чи викладання призводить до низької академічної культури або її повної відсутності.

## У літературі і мистецтві
Одним із текстів, що відображає традиційні академічні цінності, є середньовічний студентський гімн «Гаудеамус», який нині часто виконується під час церемонії посвяти студентів вищих навчальних закладів:
|  | Хай живе Академія! Хай живуть професори! Хай живе кожен зокрема! Хай живуть всі разом! Хай завжди вони процвітають! Хай живе і республіка, І хто нею править. Хай живе наша община, Милість меценатів, Які нами тут опікуються. Хай згине печаль, Хай згине туга! Хай згине диявол, Всякий ворог студентів, А також насмішники! |